# Afrânio
Afrânio là một đô thị thuộc bang Pernambuco, Brasil. Đô thị này có diện tích 1488,6 km², dân số năm 2007 là 16471 người, mật độ 9,5 người/km².